# Карлык (мифология)
Карлык — в алтайской мифологии дух-помощник Суйлы. Между ними существует такая же близость, как между мужем и женой. Птица («каана») Кан-Карлык служит осведомителем о людских делах. При камлании она летела впереди шамана и обо всём, что узнавала, докладывала шаману. Кроме того, она участвовала в жертвоприношениях. На шаманских бубнах её изображали в виде птицы, раскрашенной чёрной краской. Карлыку брызгают воду через дымовое отверстие.